# Arbeitsgericht Weißenburg
Das Arbeitsgericht Weißenburg war ein bayerisches Arbeitsgericht mit Sitz in Weißenburg in Bayern.

## Geschichte
Gemäß Arbeitsgerichtsgesetz vom 23. Dezember 1926 wurden in Deutschland Arbeitsgerichte gebildet. Diese waren nur in der ersten Instanz organisatorisch selbstständige Gerichte, die Landesarbeitsgerichte waren den Landgerichten zugeordnet. Am Landgericht Eichstätt entstand so 1927 das Landesarbeitsgericht Eichstätt als eines von 23 Landesarbeitsgerichten in Bayern. In Weißenburg entstand das Arbeitsgericht Weißenburg als eines von sieben Arbeitsgerichten des Landesarbeitsgerichts. Sein Sprengel umfasste die Gerichtsbezirke der Amtsgerichte Ellingen, Pappenheim und Weißenburg in Bayern. Es bestand eine allgemeine Kammer für Arbeiter und Angestellte und eine Kammer für das Handwerk.
Bereits 1929 wurde die Zahl der Arbeitsgerichte deutlich reduziert. Das Landesarbeitsgericht Eichstätt wurde zum 1. Januar 1930 aufgehoben und seine Aufgaben wurden vom Landesarbeitsgericht Augsburg übernommen. Der Sprengel des Arbeitsgerichts Weißenburg vergrößerte sich um den Gerichtsbezirk des Amtsgerichts Monheim, da das Arbeitsgericht Monheim aufgehoben wurde.
Nach der Besetzung Deutschlands durch die Alliierten wurden 1945 zunächst alle Gerichte geschlossen. Die ordentlichen Gerichte wurden schon bald wieder eröffnet, während die Arbeitsgerichte zunächst nicht wieder eingerichtet wurden, so dass arbeitsgerichtliche Streitigkeiten von den ordentlichen Gerichten erledigt werden mussten. Gemäß Kontrollratsgesetz 21 vom 30. März 1946 sollten in Deutschland Arbeitsgerichte aufgebaut werden. Mit dem bayerischen Vollzugsgesetz vom 6. Dezember 1946 richtete das Staatsministerium für Arbeit und Sozialordnung am 30. Januar 1947 die Arbeitsgerichte wieder ein. Das Arbeitsgericht Weißenburg entstand dabei nicht neu.